# Metodo di Galërkin
In matematica, ed in particolare in analisi numerica, i metodi di Galërkin, il cui nome è dovuto a Boris Galërkin, permettono di passare dalla risoluzione di un problema definito in uno spazio continuo alla risoluzione di tale problema in uno spazio discreto al fine di determinarne una soluzione numerica approssimata.

## Introduzione
Dato un problema definito su uno spazio di Hilbert {\displaystyle V}, data una forma bilineare {\displaystyle a\left(\cdot ,\cdot \right):V\times V\rightarrow \mathbb {R} } (derivante ad esempio dalla formulazione debole di una equazione differenziale alle derivate parziali) ed una forma lineare {\displaystyle l\left(\cdot \right)} (derivata ad esempio dal membro destro di una equazione alle derivate parziali), si vuole risolvere l'equazione:
{\displaystyle a\left(u,v\right)=l\left(v\right)\qquad \forall v\in V}
Tale problema è definito in uno spazio ad infinite dimensioni {\displaystyle V} la cui soluzione analitica è indeterminabile in generale. È possibile però determinare una approssimazione numerica di tali problemi tramite il metodo di Galërkin, che risulta quindi di enorme importanza per una grande varietà di applicazioni.

## Descrizione
Il metodo di Galërkin prevede di effettuare la discretizzazione del problema di ricerca della funzione {\displaystyle u} su una sequenza di sottospazi {\displaystyle \left\{V_{n}\right\}_{n=1}^{+\infty }\subset V} tali che:
{\displaystyle \bigcup _{n=1}^{+\infty }V_{n}=V,}
dove in ciascuno di questi sottospazi di dimensione finita il problema iniziale è risolvibile in modo esatto. Tale nuovo problema, derivato dalla discretizzazione del dominio, è chiamato problema approssimato di Galërkin o problema discreto. Il nuovo problema richiede quindi la determinazione della (unica) soluzione {\displaystyle u_{n}\in V_{n}} tale che (equazione di Galerkin):
{\displaystyle a\left(u_{n},v\right)=l\left(v\right)\qquad \forall v\in V_{n}}
Grazie alla discretizzazione del problema il dominio {\displaystyle V_{n}} ha dimensione finita, ed è quindi possibile determinarne una base {\displaystyle \left\{v_{j}\right\}_{j=1}^{N_{n}}} di dimensione anch'essa finita. Data l'appartenenza di {\displaystyle u_{n}} a {\displaystyle V_{n}}, è possibile scrivere {\displaystyle u_{n}} come combinazione lineare degli elementi appartenenti alla base di {\displaystyle V_{n}}:
{\displaystyle u_{n}=\sum _{j=1}^{N_{n}}U_{j}v_{j}}
Tale scrittura di {\displaystyle u_{n}} può essere sostituita all'interno dell'equazione del problema discreto, che può essere scritto, tenendo conto della linearità dell'operatore {\displaystyle a}, come:
{\displaystyle a\left(\sum _{j=1}^{N_{n}}U_{j}v_{j},v\right)=\sum _{j=1}^{N_{n}}a\left(v_{j},v\right)\cdot U_{j}=l\left(v\right)\qquad \forall v\in V_{n}}
Le medesime osservazioni possono essere fatte anche per la funzione {\displaystyle v}, anch'essa appartenente a {\displaystyle V_{n}}, e che può quindi essere scritta come combinazione lineare degli elementi della base. Effettuando la nuova sostituzione si trova l'equazione risultante:
{\displaystyle \sum _{j=1}^{N_{n}}a\left(v_{j},\sum _{i=1}^{N_{n}}\alpha _{i}\cdot v_{i}\right)U_{j}=l\left(\sum _{i=1}^{N_{n}}\alpha _{i}\cdot v_{i}\right)}
che può essere riscritta come:
{\displaystyle \sum _{j=1}^{N_{n}}a\left(v_{j},\alpha _{i}\cdot v_{i}\right)U_{j}=l\left(\alpha _{i}\cdot v_{i}\right)\qquad i=1,2,\dots ,N_{n}}
Tale equazione rende evidente la possibilità di riscrittura in forma matriciale tramite la definizione di tre matrici. Si definiscono quindi la matrice di rigidezza:
{\displaystyle \mathbf {K_{n}} =\left\{s_{ij}\right\}_{i,j=1}^{N_{n}},s_{ij}=a\left(v_{j},v_{i}\right)}
la matrice dei carichi:
{\displaystyle \mathbf {F_{n}} =\left\{f_{i}\right\}_{i=1}^{N_{n}},f_{i}=l\left(v_{i}\right)}
e la matrice dei coefficienti:
{\displaystyle \mathbf {X_{n}} =\left\{U_{i}\right\}_{i=1}^{N_{n}}}
Con queste definizioni è possibile riscrivere l'equazione come sistema di equazioni algebriche lineari in forma matriciale:
{\displaystyle \mathbf {K_{n}} \cdot \mathbf {X_{n}} =\mathbf {F} _{n}}

### Ortogonalità di Galerkin
La differenza {\displaystyle u-u_{n}} tra la soluzione del problema originale e la soluzione dell'equazione di  Galerkin soddisfa la proprietà detta ortogonalità di Galerkin:
{\displaystyle a(u-u_{n},v_{n})=a(u,v_{n})-a(u_{n},v_{n})=l(v_{n})-l(v_{n})=0}
Ovvero, utilizzando un vettore di test {\displaystyle v_{n}\in V_{n}\subset V} si ottiene che l'errore {\displaystyle u-u_{n}} è ortogonale al sottospazio considerato.

## Convergenza
Sia {\displaystyle V} uno spazio di Hilbert e sia {\displaystyle V_{1}\subset V_{2}\subset \dots \subset V} una sequenza di suoi sottospazi di dimensione finita tali per cui:
{\displaystyle \bigcup _{n=1}^{+\infty }V_{n}=V.}
Sia {\displaystyle a\left(\cdot ,\cdot \right):V\times V\rightarrow \mathbb {R} } una forma bilineare V-ellittica. Allora si può dimostrare che:
{\displaystyle {\underset {n\rightarrow +\infty }{\lim }}\left\Vert u-u_{n}\right\Vert _{V}=0}
quindi il metodo di Galërkin converge.

## Problemi ben posti
Si consideri il caso in cui la forma bilineare sia simmetrica:
{\displaystyle a(u,v)=a(v,u)}
Con tale assunzione non si effettua una vera restrizione dei metodi di Galerkin, ma l'applicazione della teoria standard diventa più semplice. Per mostrare che si tratta di un problema ben posto secondo la definizione di Hadamard, e ammette quindi una soluzione unica, si considerino le proprietà della forma bilineare:
- Limitatezza:

{\displaystyle a(u,v)\leq C\|u\|\,\|v\|\qquad \forall u,v\in V\quad C>0}
- Ellitticità:

{\displaystyle a(u,u)\geq c\|u\|^{2}\qquad \forall u\in V\quad C>0}
Per il teorema di Lax-Milgram queste condizioni implicano che il problema originale formulato debolmente è un problema ben posto.

## Lemma di Céa
Un lemma, introdotto e dimostrato nella tesi di dottorato di Jean Céa, mostra che l'errore {\displaystyle u-u_{n}} tra la soluzione originale e quella del metodo di Galerkin è:
{\displaystyle \|u-u_{n}\|\leq {\frac {C}{c}}\inf _{v_{n}\in V_{n}}\|u-v_{n}\|}
Ovvero, a meno di una costante {\displaystyle C/c} la soluzione di Galerkin {\displaystyle u_{n}} è "vicina" alla soluzione originale {\displaystyle u} quanto ogni altro vettore in {\displaystyle V_{n}}.
Infatti, dall'ellitticità e limitatezza della forma bilineare e grazie al fatto che la differenza {\displaystyle u-u_{n}} soddisfa l'ortogonalità di Galerkin:
{\displaystyle a(u-u_{n},v_{n})=0}
si ha per un arbitrario vettore {\displaystyle v_{n}\in V_{n}}:
{\displaystyle c\|u-u_{n}\|^{2}\leq a(u-u_{n},u-u_{n})=a(u-u_{n},u-v_{n})\leq C\|u-u_{n}\|\,\|u-v_{n}\|}
Dividendo per {\displaystyle c\|u-u_{n}\|} e prendendo l'estremo inferiore su tutti i possibili {\displaystyle v_{n}} si ottiene il lemma.